# Diocese de Palência
A Diocese de Palência (em latim: Dioecesis Palentensis) é uma diocese da Igreja Católica localizada no município de Palência, na província de Palência, região autônoma de Castela e Leão. É pertencente a Arquidiocese de Burgos na Espanha. Foi fundada no século III e conta com uma população católica de 143.507 habitantes, sendo 91,0% da população total, possui 228 paróquias com dados de 2021.

## História
A diocese de Palência foi fundada no século III, sendo abandonada duas vezes. Uma no período entre 711 a 940, e outra no período de 944 a 1034. Em 1595 a diocese perde território para a formação da diocese de  Valladolid. Em 1954 perde território para as arquidioceses de Valladolid e Burgos, e para a diocese de Leão. No mesmo ano a diocese de Palência ganha parte do território da Diocese de Leão  e da Arquidiocese de Burgos. Em 1955 perde território para a Diocese de Santander.

## Bispos
A diocese foi fundada no Século III.
- Pastor (433–57), possivelmente lendário
- Peter I (fl. 506)
- Toribius (fl. 527)
- Maurila (586–607)
- Conantius (607–639)
- Ascaric (653–674)
- Concorius (c. 670–688)
- Baroald (fl. 693)

A partir de 711, a sé foi abandonada até a década de 940 .
- Juliano (940–44)

A sé foi novamente abandonada até ao seu restabelecimento definitivo em 1034.
|        | Nome                                       | Período         | Notas                                           |
| Bispos | Bispos                                     | Bispos          | Bispos                                          |
| ------ | ------------------------------------------ | --------------- | ----------------------------------------------- |
| 106º   | Mikel Garciandía Goñi                      | 2023 - presente |                                                 |
| 105º   | Manuel Herrero Fernández, O.S.A.           | 2016 - 2023     |                                                 |
| 104º   | Esteban Escudero Torres                    | 2010 - 2015     | Nomeado bispo auxiliar de Valência              |
| 103º   | José Ignacio Munilla Aguirre               | 2006 - 2009     | Nomeado bispo de São Sebastião                  |
| 102º   | Rafael Palmero Ramos                       | 1996 - 2005     | Nomeado bispo de Orihuela–Alicante              |
| 101º   | Ricardo Blázquez Pérez                     | 1992 - 1995     | Nomeado bispo de Bilbao                         |
| 100º   | Nicolás Antonio Castellanos Franco, O.S.A. | 1978 - 1991     |                                                 |
| 99º    | Anastasio Granados García                  | 1970 - 1978     | Faleceu no cargo                                |
| 98º    | José Souto Vizoso                          | 1949 - 1970     |                                                 |
| 97º    | Francisco Javer Lauzurica y Torralba       | 1943 - 1949     | Nomeado bispo de Oviedo                         |
| 96º    | Manuel González y García                   | 1935 - 1940     | Faleceu no cargo                                |
| 95º    | Augustin Parrado y Garcia                  | 1925 - 1934     | Nomeado arcebispo de Granada                    |
| 94º    | Ramón Barberá y Boada                      | 1914 - 1924     | Faleceu no cargo                                |
| 93º    | Valentín García y Barros                   | 1907 - 1914     | Faleceu no cargo                                |
| 92º    | Enrique Almaraz y Santos                   | 1893 - 1907     | Nomeado arcebispo de Sevilha                    |
| 91º    | Juan Lozano Torreira                       | 1866 - 1891     | Faleceu no cargo                                |
| 90º    | Jerónimo Fernández y Andrés                | 1853 - 1865     | Faleceu no cargo                                |
| 89º    | Carlos Laborda Clau                        | 1832 - 1853     | Faleceu no cargo                                |
| 88º    | José Asensio Ocón y Toledo                 | 1828 - 1832     | Nomeado bispo de Teruel                         |
| 87º    | Juan Francisco Martínez y Castrillón       | 1824 - 1828     | Nomeado bispo de Málaga                         |
| 86º    | Narciso Coll y Prat                        | 1822 - 1822     | Faleceu no cargo                                |
| 85º    | Francisco Javier Almonacid                 | 1803 - 1821     | Faleceu no cargo                                |
| 84º    | Buenaventura Moyano Rodríguez              | 1801 - 1802     | Faleceu no cargo                                |
| 83º    | José Luis Mollinedo                        | 1780 - 1800     | Faleceu no cargo                                |
| 82º    | Juan Manuel Argüelles                      | 1770 - 1779     | Faleceu no cargo                                |
| 81º    | José Cayetano Loazes Somoza                | 1765 - 1769     | Faleceu no cargo                                |
| 80º    | Andrés Bustamante                          | 1750 - 1764     | Faleceu no cargo                                |
| 79º    | José Ignacio Rodríguez Cornejo             | 1745 - 1750     | Nomeado bispo de Plasencia                      |
| 78º    | José Morales Blanco                        | 1741 - 1745     | Faleceu no cargo                                |
| 77º    | Bartolomé San Martín Orive                 | 1733 - 1740     | Faleceu no cargo                                |
| 76º    | Francisco Ochoa Mendarozqueta y Arzamendi  | 1717 - 1732     | Faleceu no cargo                                |
| 75º    | Esteban Bellido Guevara                    | 1713 - 1717     | Faleceu no cargo                                |
| 74º    | Alfonso Lorenzo de Pedraza, O.M.           | 1685 - 1711     | Faleceu no cargo                                |
| 73º    | Juan Molino Navarrete, O.F.M.              | 1672 - 1685     | Faleceu no cargo                                |
| 72º    | Gonzalo Bravo de Grajera                   | 1665 - 1671     | Nomeado bispo de Coria                          |
| 71º    | Enrique Peralta y Cárdenas                 | 1659 - 1665     | Nomeado bispo de Burgos                         |
| 70º    | Antonio de Estrada Manrique                | 1657 - 1658     | Faleceu no cargo                                |
| 69º    | Cristóbal Guzmán Santoyo                   | 1633 - 1656     | Faleceu no cargo                                |
| 68º    | Fernando Andrade Sotomayor                 | 1628 - 1631     | Nomeado bispo de Burgos                         |
| 67º    | Miguel Ayala                               | 1625 - 1628     | Nomeado bispo de Calahorra e La Calzada-Logroño |
| 66º    | José González Díez, O.P.                   | 1616 - 1625     | Nomeado bispo de Pamplona                       |
| 65º    | Felipe Tarsis de Acuña                     | 1608 - 1616     | Nomeado arcebispo de Granada                    |
| 64º    | Martín Aspi Sierrao                        | 1597 - 1607     | Faleceu no cargo                                |
| 63º    | Fernando Miguel de Prado                   | 1587 - 1594     | Faleceu no cargo                                |
| 62º    | Alvaro Hurtado de Mendoza y Sarmiento      | 1577 - 1586     | Faleceu no cargo                                |
| 61º    | Juan Ramírez Zapata de Cárdenas            | 1570 - 1577     | Faleceu no cargo                                |
| 60º    | Cristóbal Fernández Valtodano              | 1561 - 1570     | Nomeado arcebispo de Santiago de Compostela     |
| 59º    | Pedro de la Gasca                          | 1551 - 1561     | Nomeado bispo de Sigüenza-Guadalajara           |
| 58º    | Luis Cabeza de Vaca                        | 1537 - 1550     | Faleceu no cargo                                |
| 57º    | Francisco Mendoza                          | 1534 - 1536     | Faleceu no cargo                                |
| 56º    | Pedro Gómez Sarmiento de Villandrando      | 1525 - 1534     | Nomeado arcebispo de Santiago de Compostela     |
| 55º    | Antonio de Rojas Manrique                  | 1524 - 1525     | Nomeado bispo de Burgos                         |
| 54º    | Pedro Ruiz de la Mota, O.S.B.              | 1520 - 1522     | Faleceu no cargo                                |
| 53º    | Juan Fernández Velasco                     | 1514 - 1520     | Faleceu no cargo                                |
| 52º    | Juan Rodríguez de Fonseca                  | 1504 - 1514     | Nomeado bispo de Burgos                         |
| 51º    | Diego Deza, O.P.                           | 1500 - 1504     | Nomeado arcebispo de Sevilha                    |
| 50º    | Alfonso de Burgos                          | 1485 - 1499     | Faleceu no cargo                                |
| 49º    | Diego Hurtado de Mendoza y Quiñones        | 1470 - 1485     | Nomeado arcebispo de Sevilha                    |
| 48º    | Rodrigo Sánchez de Arévalo                 | 1469 - 1470     |                                                 |
| 47º    | Gutierre de la Cueva                       | 1461 - 1469     |                                                 |
| 46º    | Pedro Castilla de Eril                     | 1440 - 1461     | Faleceu no cargo                                |
| 45º    | Gutierre Álvarez de Toledo                 | 1426 - 1439     |                                                 |
| 44º    | Rodrigo de Velasco                         | 1417 - 1426     |                                                 |
| 43º    | Alonso de Argüello                         | 1415 - 1417     |                                                 |
| 42º    | Sancho de Rojas                            | 1406 - 1415     |                                                 |
| 41º    | Peter VI                                   | 1397 - ?        | Anti-bspo                                       |
| 40º    | Juan de Castromocho                        | 1394 - 1397     |                                                 |
| 39º    | Gutierre Gómez de Luna                     | 1370 - 1391     |                                                 |
| 38º    | Gutierre I                                 | 1357 - 1370     |                                                 |
| 37º    | Reginald de Maubernard                     | 1353 - 1356     |                                                 |
| 36º    | Vasco Fernández de Toledo                  | 1343 - 1353     | Nomeado arcebispo de Toledo                     |
| 35º    | Peter V                                    | 1342 - 1343     |                                                 |
| 34º    | Juan de Saavedra                           | 1325 - 1342     |                                                 |
| 33º    | Pedro de Orfila                            | 1325            |                                                 |
| 32º    | Juan Fernández de Limia                    | 1321 - 1325     |                                                 |
| 31º    | Gómez Peláez                               | 1313 - 1320     |                                                 |
| 30º    | Domingo                                    | 1313 - 1314     |                                                 |
| 29º    | Gerardo Domínguez                          | 1309 - 1313     |                                                 |
| 28º    | Peter                                      | 1306 - 1307     |                                                 |
| 27º    | Álvaro Carrillo                            | 1297 - 1306     |                                                 |
| 26º    | Munio Zamora                               | 1294 - 1300     |                                                 |
| 25º    | Juan Alfonso de Molina                     | 1278 - 1293     |                                                 |
| 24º    | Tello García                               | 1270 - 1274     | Faleceu no cargo                                |
| 23º    | Alonso García                              | 1265 - 1270     |                                                 |
| 22º    | Ferdinand                                  | 1256 - 1265     |                                                 |
| 21º    | Peter III                                  | 1254 - 1256     |                                                 |
| 20º    | Rodrigo                                    | 1246 - 1254     |                                                 |
| 19º    | Tello Téllez de Meneses                    | 1208 - 1246     |                                                 |
| 18º    | Adam                                       | 1208            |                                                 |
| 17º    | Arderic                                    | 1184 - 1208     |                                                 |
| 16º    | Raymond II                                 | 1148 - 1183     |                                                 |
| 15º    | Peter II                                   | 1139 - 1148     |                                                 |
| 14º    | Peter de Agen                              | 1109 - 1139     |                                                 |
| 13º    | Raymond I                                  | 1085 - 1108     |                                                 |
| 12º    | Bernard II                                 | 1063 - 1085     |                                                 |
| 11º    | Miro                                       | 1040 - 1063     |                                                 |
| 10º    | Bernard I                                  | 1035 - 1040     |                                                 |